# Cycloheptanon
Cycloheptanon is een cyclisch keton. Het is een kleurloze, ontvlambare vloeistof met een fruitige geur. Ze is vrijwel onoplosbaar in water.

## Synthese
De Franse scheikundige Jean-Baptiste Boussingault isoleerde deze verbinding in 1836 voor het eerst uit calciumsuberaat, dit is het calciumzout van kurkzuur (octaandizuur). Door dit te verwarmen verkreeg hij calciumcarbonaat en cycloheptanon:
{\displaystyle {\ce {Ca(O2C(CH2)6CO2) -> CaCO3 + (CH2)6CO}}}
Cycloheptanon kan ook bereid worden door de Dieckmann-condensatie van kurkzuur of esters van kurkzuur, gevolgd door decarboxylering.
Een andere manier is de ringvergroting van cyclohexanon met behulp van stikstofhoudende verbindingen als diazomethaan.
Men kan cycloheptanon ook verkrijgen door de omlegging van het corresponderende epoxide 1,2-epoxycycloheptaan of cyclohepteenoxide in dimethylsulfoxide of dimethylformamide, met natriumjodide als katalysator.

## Toepassingen
Cycloheptanon wordt gebruikt als tussenproduct in de bereiding van andere organische verbindingen, waaronder bencyclaan (een vasodilator) en pimelinezuur.